# Place des éditeurs
 (mai 2022).
Place des éditeurs est une société regroupant quatre maisons d'édition appartenant au pôle littérature du groupe Editis : Belfond, Presses de la Cité, Plon et Perrin.

## Présentation
Ces maisons d'édition publient des nouveautés en grand format dans les domaines suivants : histoire, littérature, fiction et non-fiction française et étrangère. Ensemble, elles publient plus de 400 titres par an.
Les maisons fonctionnent indépendamment les unes des autres tout en mutualisant certaines de leurs fonctions transversales : commercial, marketing, cession des droits, communication, etc.
Guidée par le slogan « Place des éditeurs accompagne le livre vers son avenir », l'entreprise travaille avec les évolutions numériques dans le secteur de l'édition. Elle lance, en 2009, une offre de livres numériques au format ePub et ouvre son catalogue numérique à l'international, avec Open Road Media.

### Développement
Le groupe a racheté les activités d'éditions de L'Express en 2013. Il se charge de la réédition des ouvrages précédents et de l'édition d'inédits, en partenariat avec le groupe Express, selon l'annonce du 17 octobre 2013.
En 2019, Place des éditeurs fait partie des 207 maisons d'éditions françaises dépassant les huit cent mille euros de chiffre d'affaires annuel. Le groupe est aussi classé parmi les 200 premiers éditeurs français.